# 北山陽一
北山 陽一（きたやま よういち、1974年2月24日 - ）は、日本の歌手、ミュージシャン。男性ヴォーカルグループ・ゴスペラーズのメンバーで、主にベースボーカルを担当。
青森県八戸市出身。愛称は北山さん、北山くん、陽ちゃん、先生。身長173cm。血液型はA型。

## 略歴
八戸市立長者中学校を経て、青森県立八戸高等学校を卒業後、1992年に慶應義塾大学環境情報学部に入学。進級して村井徳田研（村井純と徳田英幸の共同研究室）に在籍。
大学在学中に学内のメディアセンターで偶然見かけたアカペラのライヴ映像を編集中の友人より早稲田大学のアカペラサークル「Street Corner Symphony」の存在を聞き、他大学の学生でありながらそのサークルの門を叩く。
1994年、既にインディーズで活躍していたゴスペラーズのベース担当が脱退し、村上てつやの指導を受けベース担当とし、1歳年上の酒井雄二・1歳年下の安岡優と一緒にゴスペラーズに加入。同年12月在学中にメジャーデビューを果たす。
1995年から長らく眼鏡を着用して活動をしていたが、1999年12月頃にコンタクトレンズに変更した。
2008年、出身地である青森県八戸市より八戸大使に任命され、八戸市立白山台中学校の校歌を作曲。作詩は同じメンバーの安岡優。この校歌は青森放送テレビ「@なまてれ」でも紹介された。
同年7月31日、gooの「環境goo」のコンテンツにて「北山陽一（ゴスペラーズ） ぼんやり学会」の連載を開始。
2009年よりソロライブを開始。2011年の東日本大震災の支援活動を現在も精力的に行っている。
2012年、慶應義塾大学環境情報学部にて歌をテーマとする特別招聘非常勤講師として兼業。交流のあった慶應のアカペラサークルに顔を出した折に恩師の村井純の娘と出会ったことがきっかけ。
2015年、ピアニストの佐田詠夢（さだまさしの長女）と結婚。黒沢、安岡、村上に続き4人目の既婚者となる。よって、さだは北山の岳父となった。
同年、脳腫瘍の手術を行い、術後の療養のために活動休止を発表。
2016年3月13日、音楽イベント『音市音座』にて復帰を果たす。
2021年4月18日からラジオ「Hitachi Systems Heart to Heart」 (J-WAVE)のナビゲーターを務めている。
2021年より慶應義塾大学の大学院（湘南藤沢キャンパス）に入学しており、2024年1月時点で在学中。北山が学内のオンライン授業（「音声学」）を受講した（教授の川原繁人に対して芸能人だと名乗る前に、一受講生の身分で唐突に山寺宏一を次回ゲストとして推薦し、後日実際に自力でブッキングして授業に連れて来た）ことがきっかけとなって、川原と共著で絵本を出版した。

## エピソード
- 幼少の頃からピアノを習い、クラシック音楽を好んで聴いていたが、高校生の頃にラジオから流れたTake6の歌声に感動し、クラシック以外の音楽（特にアカペラ）にも興味を持ち始める。
- 基本的に歌中では主にベースボーカルを担当するが、2000年以降はテナー音域でリードボーカルを取る曲（シングル「約束の季節」やアルバム『Soul Serenade』に収録された「月光」など）を発表している。
- シングル「待ちきれない」のc/w曲であり、アルバム『Love Notes』に収録された「AIR MAIL」ではピアノを演奏している。
- デビュー当時は大きな眼鏡が特徴だったが、コンサート等でターンをするときに眼鏡がずり落ちたりドラムにまで飛んでいくことが度々あったため、2000年以降はコンタクトレンズに替えた。
- 囲碁に興味があり、2009年にアマチュア初段を取得したらどうかとの勧めもあり同年中に取得した。『碁ワールド』誌2009年2月号から、エッセイ「一目おかれたい!」を連載。
- アカペラを始める前には、大学でアルティメット（ハスキーズに所属）をしていた。
- 喉のために、酒・タバコ・カフェイン・乳製品を摂らず、鶏、魚以外の肉を口にしないという食事制限をしている。
- コンピューターに造詣が深く、大学2年時プログラマーのアルバイトをしていた経験がある。
- 歌手の一青窈は大学の後輩。在学中同大学アカペラサークルにて、一青の詩を見た北山は、「お前の詩、おもしろいよ。何個でもいいからファクスしてくれたら、曲つけてやるから歌え」と提案し、以降一青は自作の詞で歌うようになった[8]。また、一青がそれ以前にたくさん自作で作詞した仮歌の中の一つに、『あたらしい世界』がある(黒沢薫・中西アルノ(乃木坂46)がMCを務める「Spicy Sessions」に一青がゲストとして登場した回にて発言)。
- 父親は慶應義塾大学経済学部出身である[9]。

## ユニット活動
2005年、ボーカルグループのTRY-TONEの多胡淳とユニット「kitago-yama」を結成。現在公式に発表されている楽曲は「Rebirth」と「Fellows」のみで、同年10月放送開始の深夜アニメ『エンジェル・ハート』（よみうりテレビ）の挿入歌となった。「Rebirth」に関しては、DVDの限定プレミアムボックスの特典CDの他、主題歌&挿入歌集アルバム『エンジェル・ハート ボーカルコレクション Vol.1』、ゴスペラーズのアルバム『The Gospellers Works』に収録されている。
また、『ハモ騒動〜The Gospellers Covers〜』（2013年）に収録されたスターダスト☆レビューの「夢伝説」の編曲は、kitago-yama名義で行われている。

## ディスコグラフィー

### 配信限定シングル
| 発売日        | タイトル | レーベル        |
| ------------- | -------- | --------------- |
| 2024年1月24日 | ReMEMBER | GRACIAS RECORDS |

## 著書
- 川原繁人、北山陽一、牧村久実『絵本　うたうからだのふしぎ』講談社、2024年1月。ISBN 9784065341599。